# Albatros ciemnogłowy
Albatros ciemnogłowy (Phoebetria palpebrata) – gatunek dużego morskiego ptaka z rodziny albatrosów (Diomedeidae), żyjącego na Oceanie Południowym i na południu Oceanu Spokojnego, Indyjskiego i Atlantyku. Bliski zagrożenia wyginięciem.

## Taksonomia
Jest blisko spokrewniony z nieco mniejszym albatrosem brunatnym, od którego różni się ciemnoniebieskim paskiem u dołu dzioba i jaśniejszym grzbietem (dawniej uznawano je za jeden gatunek). Nie wyróżnia się podgatunków.

## Morfologia
Albatros ciemnogłowy osiąga długość ciała 78–93 cm i rozpiętość skrzydeł 183–232 cm. Masa ciała: samce 2800–3360 g, samice 2620–3700 g.
To duży ptak, ale jest jednym z mniejszych gatunków albatrosów. Jego upierzenie jest ciemne. Głowa również jest ciemnoszara, a u dołu niemal czarnego dzioba widoczny jest wąski, ciemnoniebieski pasek. Od ogona aż po głowę rozciąga się jaśniejszy, szary pas piór. Rozpiętość skrzydeł wynosi 2–2,2 m.

## Występowanie
Gatunek ten występuje na całym Oceanie Południowym i w południowej części Oceanu Spokojnego, Indyjskiego i Atlantyku. Lęgnie się na subantarktycznych wyspach (od Georgii Południowej na wschód po Wyspy Campbella i Wyspy Antypodów) położonych pomiędzy 46° a 53°S; odnotowano też nieliczne lęgi na Wyspie Króla Jerzego (62°S) u wybrzeży Antarktydy. Poza okresem lęgowym jego siedliskiem jest morze.

## Status
Międzynarodowa Unia Ochrony Przyrody (IUCN) uznaje albatrosa ciemnogłowego za gatunek bliski zagrożenia (NT – Near Threatened). Liczebność populacji szacuje się na około 58 tysięcy dorosłych osobników. Główne zagrożenia dla gatunku to zaplątywanie się w sieci rybackie oraz obecność na niektórych wyspach introdukowanych i zawleczonych ssaków takich jak świnie, koty czy myszy.